# 元老院 (ロシア帝国)

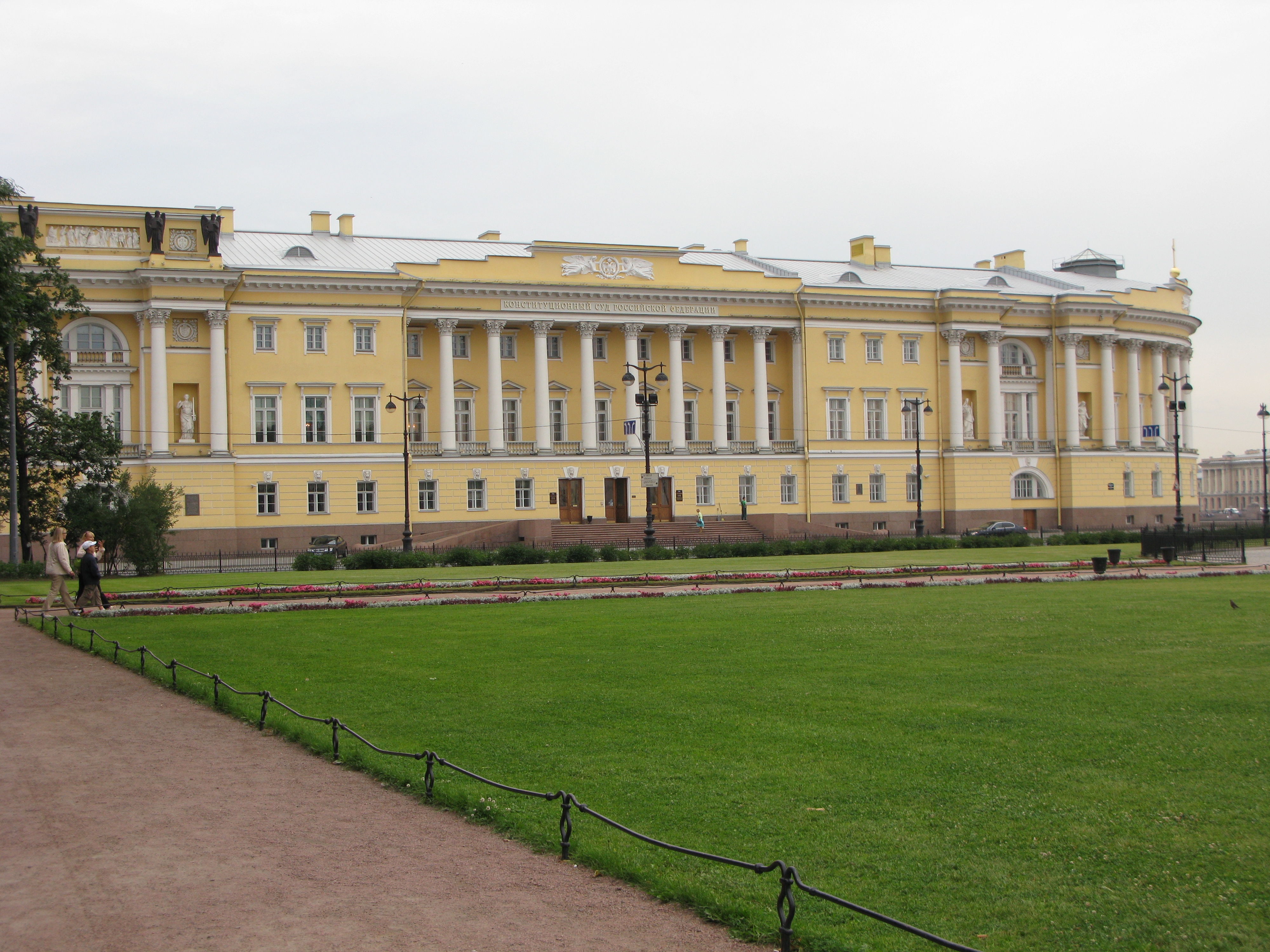
サンクトペテルブルク上院広場にある上院と教会会議の建物

元老院（げんろういん、The Governing Senate (Правительствующий сенат, Pravitelstvuyushchiy senat) は、ロシアの皇帝の立法、司法、行政機関であり、ボイヤー・ドゥーマに代わるものとしてピョートル大帝によって設立され、ロシア帝国の最末期まで存続したもので、元老院議長は皇帝と元老院の橋渡し役であり、皇帝自身の言葉を借りれば「主権者の眼」として機能した。
もともとはピョートルが不在の時だけ設立されたが、彼が戻った後は恒久的な組織となった。議員数は最初は9人に設定され、1712年には10人に増員された。皇帝の代理人たる元老院議長と元老院の間の意見の不一致は、君主によって解決されることになっていた。その他の役人と官庁も元老院に所属していた。その後多くの変更が加えられたが、特に行政と司法において、ロシア帝国の最も重要な機関の1つとなった。
アレクサンドル1世によって創設されたロシア帝国国家評議会は、元老院の行政権を継承することになっていた。議会は立法権を継承することになっていたが、それは実現しなかった。
19世紀に、元老院はロシアで最高の司法機関に発展し、全国すべての法制度と官僚を支配した。
元老院はいくつかの部門で構成され、大審院はそのうちの2つ（1つは刑事事件用、もう1つは民事事件用）を構成していた。また、貴族や名誉市民の権利を管理する紋章局が設置されていた。